# Liste der Könige von Ešnunna
Die Liste der Könige von Ešnunna, einem altbabylonischen Stadtstaat in Mesopotamien, enthält Namen und falls möglich die Datierungen nach mittlerer Chronologie:
- Šû-Iliya
- Nûr-Aḫum (ca. 2010)
- Kirikiri
- Bilalama (ca. 1995)
- Išar-Râmâšu
- Uṣur-Awassu (ca. 1950)
- Azûzum
- Ur-NinMAR.KI
- Ur-Ningišzida
- Ipiq-Adad I.
- Šarriya
- Warassa
- Bêlakum
- Ibâl-pî-El I. (? - 1863)
- Ipiq-Adad II. (ca. 1862 - 1818)
- Narām-Sîn (ca. 1818 - ?)
- Dannum-Tāḫāz
- Iqîš-Tišpak
- Dāduša (? - 1779)
- Ibâl-pî-El II. (1764 - 1762)
- Ṣillî-Sîn
- Iluni
- Aḫušina